# Listă de conducători de stat din 1844
1840 - 1841 - 1842 - 1843 - 1844 - 1845 - 1846 - 1847 - 1848
Aceasta este o listă a conducătorilor de stat din anul 1844:

## Europa
- Anglia: Victoria (regină din dinastia de Hanovra, 1837-1901)
- Austria: Ferdinand I (împărat din dinastia de Habsburg-Lorena, 1835-1848; totodată, rege al Cehiei, 1835-1848; totodată, rege al Ungariei, 1835-1848)
- Bavaria: Ludovic I (Karl Ludovic August) (rege din dinastia de Wittelsbach, 1825-1848)
- Belgia: Leopold I (rege din dinastia de Saxa-Coburg, 1831-1865)
- Cehia: Ferdinand al V-lea (rege din dinastia de Habsburg-Lorena, 1835-1848; totodată, împărat al Austriei, 1835-1848; totodată, rege al Ungariei, 1835-1848)
- Danemarca: Christian al VIII-lea (rege din dinastia de Oldenburg, 1839-1848)
- Franța: Ludovic-Filip (rege din dinastia de Bourbon-Orleans, 1830-1848)
- Grecia: Otto (Friedrich Ludwig) (rege din dinastia de Bavaria, 1833-1862)
- Imperiul otoman: Abdul-Medjid I (sultan din dinastia Osmană, 1839-1861)
- Liechtenstein: Alois al II-lea (principe, 1836-1858)
- Luxemburg: Wilhelm al II-lea (mare duce din dinastia de Orania-Nassau, 1840-1849; totodată, rege al Olandei, 1840-1849)
- Modena: Francesco al IV-lea (duce din dinastia de Habsburg-Lorena, 1814-1846)
- Moldova: Mihail Sturdza (domnitor, 1834-1849)
- Monaco: Florestan (principe, 1841-1856)
- Muntenegru: Petru al II-lea (vlădică din dinastia Petrovic-Njegos, 1830-1851)
- Olanda: Wilhelm al II-lea (rege din dinastia de Orania-Nassau, 1840-1849; totodată, mare duce de Luxemburg, 1840-1849)
- Parma: Maria Luisa (ducesă din dinastia de Habsburg, 1814/1816-1847)
- Portugalia: Maria a II-a de Gloria (regină din dinastia de Braganca, 1826-1853)
- Prusia: Frederic Wilhelm al IV-lea (rege din dinastia de Hohenzollern, 1840-1861)
- Rusia: Nicolae I Pavlovici (împărat din dinastia Romanov-Golstein-Gottorp, 1825-1855)
- Sardinia: Carlo Alberto Magnanimul (rege din casa de Savoia, ramura Carignan, 1831-1849)
- Saxonia: Frederic August al II-lea (Albert Marie Klemens Josef Vinzenz Alois Nepomuk Johann Baptist Nikolaus Rafael Peter Xaver Franz de Paul Vinentius Felix) (rege din dinastia de Wettin, 1836-1854)
- Serbia: Aleksandru (principe din dinastia Karagheorghevic, 1842-1858)
- Sicilia: Ferdinand al II-lea Bomba (rege din dinastia de Bourbon, 1830-1859)
- Spania: Isabela a II-lea (regină din dinastia de Bourbon, 1833-1868)
- Statul papal: Grigore al XVI-lea (papă, 1831-1846)
- Suedia: Carol al XIV-lea Johan (rege din dinastia Bernadotte, 1818-1844) și Oskar I (rege din dinastia Bernadotte, 1844-1859)
- Toscana: Leopold al II-lea (mare duce din dinastia de Habsburg-Lorena, 1824-1859)
- Transilvania: Iosif Teleki de Szek (guvernator, 1842-1848)
- Țara Românească: Gheorghe Bibescu (domnitor, 1842/1843-1848)
- Ungaria: Ferdinand al V-lea (rege din dinastia de Habsburg-Lorena, 1835-1848; totodată, împărat al Austriei, 1835-1848; totodată, rege al Cehiei, 1835-1848)

## Africa
- Așanti: Kwaku Dua I (așantehene, 1834-1867)
- Bagirmi: Usman Burkomanda al III-lea (mbang, 1807-1846)
- Barotse: Sebitwane (litunga, cca. 1840-1851)
- Benin: Ogbebo (obba, cca. 1816-?) (?) și Osemwende (obba, ?-ca. 1850) (?)
- Buganda: Suna al II-lea (kabaka, 1824-1856)
- Bunyoro: Nyabongo al II-lea (Mugenyi) (mukama, cca. 1835-cca. 1848)
- Burundi: Ntare al IV-lea Rugamba (mwami din a patra dinastie, 1810/1825-1852)
- Dahomey: Gezo (Gankpe) (rege, 1818-1858)
- Darfur: Muhammad Hussain ibn Muhammad Fadl (sultan, 1838/1839-1873)
- Egipt: Muhammad Ali Pașa (conducător din dinastia Muhammad Ali, 1805-1848)
- Ethiopia: Sahla Dengel (împărat, 1832-1840, 1842-1855)
- Imerina: Ranavalona I (Ramavo) (regină, 1828-1861)
- Imperiul otoman: Abdul-Medjid I (sultan din dinastia Osmană, 1839-1861)
- Kanem-Bornu: Ibrahim al IV-lea (sultan din dinastia Saifawa, 1817-1846) și Umar ibn Muhammad (șeic din dinastia Kanembu, 1837-1853, 1854-1880)
- Lesotho: Moshoeshoe I (rege, 1818/1820-1870)
- Lunda: Naweej al II-lea (mwato-yamvo, cca. 1810-1852)
- Maroc: Moulay Abd ar-Rahman ibn Hișam (sultan din dinastia Alaouită, 1822-1859)
- Munhumutapa: Kataruza (rege din dinastia Munhumutapa, 1835-1868)
- Oyo: Atiba (rege, cca. 1836-1859)
- Rwanda: Yuhi al IV-lea Gahindiro (rege, cca. 1830-cca. 1860)
- Swaziland: Mswati (Mdvuso) (rege din clanul Ngwane, 1840-1868)
- Tunisia: Ahmad I ibn Mustafa (bey din dinastia Husseinizilor, 1837/1838-1855)
- Wadai: Muhammad Șarif ibn Saleh (sultan, 1835-1858)

## Asia

### Orientul Apropiat
- Afghanistan: Dost Muhammad Khan (suveran din dinastia Barakzay, 1826-1839, 1842-1863)
- Arabia: Faisal I ibn Turki (imam din dinastia Saudiților/Wahhabiților, 1834-1838, 1843-1865)
- Bahrain: Muhammad I ibn al-Khalifah (II) (emir din dinastia al-Khalifah, 1843-1868, 1869)
- Iran: Mohammad (șah din dinastia Kajarilor, 1834-1848)
- Imperiul otoman: Abdul-Medjid I (sultan din dinastia Osmană, 1839-1861)
- Kuwait: Jabir I ibn Abdallah (emir din dinastia as-Sabbah, 1812-1859)
- Oman: Said ibn Sultan (imam din dinastia Bu Said, 1806-1856)
- Yemen, statul Sanaa: al-Mutawakkil Muhammad (imam, 1844-1849)

### Orientul Îndepărtat
- Atjeh: Mansur Șah (sultan, 1836-1870)
- Birmania, statul Toungoo: Tharrawaddy (rege din dinastia Alaungpaya, 1837-1846)
- Brunei: Umar Ali Saif ad-Din al II-lea Jamal al-Alam (sultan, 1822-1852)
- Cambodgea: Preah Ang Duong (Nho Ong Don, Samdech Preah Harirak Reamea Esora Thippadey) (rege, 1842/1845-1859) și Neac Ang Mey (regină, 1834-1840, 1844-1845)
- China: Xuanzong (Minning) (împărat din dinastia manciuriană Qing, 1821-1850)
- Coreea, statul Choson: Honjong (Yi Whan) (rege din dinastia Yi, 1835-1849)
- India: Edward Law (guvernator general, 1842-1844), William Wilberforce Bird (guvernator general, 1844) și Henry Hardinge (guvernator general, 1844-1847)
- India, statul Moghulilor: Siraj ad-din Bahadur Șah al II-lea (împărat, 1837-1858)
- Japonia: Ninko (împărat, 1817-1846) și Ieyoși (principe imperial din familia Tokugaua, 1837-1853)
- Laos, statul Champassak: Chao Nak (rege, 1841-1850)
- Laosul superior: Sukha-Som (rege, 1836/1839-1850/1851)
- Maldive: Imad ad-Din Muhammad al III-lea (sultan, 1834-1882)
- Mataram (Jogjakarta): Abd ar-Rahman Amangkubuwono al V-lea (Menol) (sultan, 1822-1826, 1828-1855)
- Mataram (Surakarta): Pakubowono al VII-lea (Purabaya) (sultan, 1830-1858)
- Nepal, statul Gurkha: Rajendra Bikram Șah (rege, 1816-1847)
- Rusia: Nicolae I Pavlovici (împărat din dinastia Romanov-Golstein-Gottorp, 1825-1855)
- Thailanda, statul Ayutthaya: Pra Nangklao Choayuhua (Rama al III-lea) (rege din dinastia Chakri, 1824-1851)
- Tibet: bLo-bzang mKhas-grub rgya-mtsho (dalai lama, 1841-1855)
- Tibet: Panchen bsTan-jai Nyi-ma (Tempe Nyima) (panchen lama, 1781-1852)
- Vietnam: Thieu Tri (Nguyen Hien-To) (împărat din dinastia Nguyen, 1841-1847)

## America
- Argentina: Juan Manuel de Rosas (dictator, 1835-1852)
- Bolivia: Jose Ballivian (președinte, 1841-1847)
- Brazilia: Pedro al II-lea (împărat din dinastia de Braganca, 1831-1889)
- Chile: Manuel Bulnes (președinte, 1841-1851)
- Columbia: Pedro Alcantara Herran (președinte, 1841-1845)
- Costa Rica: Jose Maria Alfaro (președinte, 1842-1844), Francisco Maria Oreamuno Bonilla (președinte, 1844) și Rafael Moya Murillo (președinte, 1844-1845)
- Republica Dominicană: Pedro Santana (dictator, 1844-1848, 1853-1856, 1859-1861)
- Ecuador: Juan Jose Flores (președinte, 1830-1835, 1839-1845)
- El Salvador: Cayetano Molina y Lara (președinte, 1843-1844), Pedro Arce y Fagoaga (provizoriu, 1843, 1844), Fermin Palacios (președinte, 1844, 1845, 1846, 1846), Francisco Malespin (președinte, 1844, 1844) și Joaquin Eufrasio Guzman (președinte, 1844, 1844-1845, 1845-1846)
- Guatemala: Mariano Rivera Paz (președinte, 1838-1839, 1839-1842, 1842-1844) și Rafael Carrera (președinte, 1844-1848, 1851-1865)
- Haiti: Charles Riviere Herard (președinte, 1843-1844) și Philippe Guerrier (președinte, 1844-1845)
- Honduras: Francisco Ferrera ((președinte, 1833-1834, 1834, 1841-1844)
- Mexic: Valentin Canalizo (președinte, 1843-1844, 1844), Antonio Lopez de Santa-Anna (președinte, 1833-1835, 1841-1842, 1843, 1844, 1846-1847, 1847, 1853-1855) și Jose Joaquin de Herrera (președinte, 1844, 1844-1845, 1848-1851)
- Nicaragua: Manuel Perez (președinte, 1843-1845)
- Paraguay: Carlos Antonio Lopez (consul, 1841-1862; dictator, din 1844) și Mariano Roque Alonso (consul, 1841-1844)
- Peru: Manuel Ignacio de Vivanco (director suprem, 1843-1844), Domingo Elias (președinte, 1844), Justo Figuerola (președinte, 1844) și Manuel Menendez y Gorozabel (președinte, 1841-1842, 1844-1845)
- Statele Unite ale Americii: John Tyler (președinte, 1841-1845)
- Uruguay: Joaquin Suarez del Rondelo (președinte, 1828, 1830, 1843-1852)
- Venezuela: Carlos Valentin Soublette (președinte, 1837-1839, 1843-1847)

## Oceania
- Hawaii: Kamehameha al III-lea (Kauikeauoli) (rege, 1825-1854)
- Noua Zeelandă: Robert FitzRoy (guvernator, 1843-1845)